# SuperDraft de la MLS 2005
EL SuperDraft de 2006 fue el 6º evento de este tipo para la Major League Soccer, el SuperDraft consistó de cuatro rondas con doce selecciones de cada uno, para un total de 48 jugadores seleccionados en el proyecto.
El proyecto precedió a la Temporada de la 2005 Major League Soccer.

## Primera Ronda
|  | Miembro de Generación Adidas |

| N.º | Jugador           | Equipo de la MLS                                                             | Universidad/Proyecto/Club                | Posición       | Imagen |
| --- | ----------------- | ---------------------------------------------------------------------------- | ---------------------------------------- | -------------- | ------ |
| 1   | Nicolas Besagno   | Real Salt Lake                                                               | Generación Adidas                        | Centrocampista |        |
| 2   | Brad Guzan        | Chivas USA                                                                   | Universidad de Carolina del Sur          | Portero        |        |
| 3   | Chad Barrett      | Chicago Fire                                                                 | Universidad de California en Los Ángeles | Delantero      |        |
| 4   | Danny O'Rourke    | San Jose Earthquakes (desde FC Dallas)                                       | Universidad de Indiana Bloomington       | Centrocampista |        |
| 5   | Ugo Ihemelu       | Los Angeles Galaxy (desde San Jose Earthquakes)                              | Universidad Metodista del Sur            | Defensa        |        |
| 6   | Drew Moor         | FC Dallas (desde MetroStars vía Los Angeles Galaxy vía San Jose Earthquakes) | Universidad de Indiana Bloomington       | Defensa        |        |
| 7   | Hunter Freeman    | Colorado Rapids                                                              | Universidad Virginia                     | Defensa        |        |
| 8   | Troy Roberts      | Los Angeles Galaxy (desde Columbus Crew)                                     | Universidad de California                | Defensa        |        |
| 9   | Michael Parkhurst | New England Revolution                                                       | Universidad de Wake Forest               | Defensa        |        |
| 10  | Jack Stewart      | Chicago Fire (desde Los Angeles Galaxy)                                      | Universidad de Notre Dame                | Defensa        |        |
| 11  | Scott Sealy       | Kansas City Wizards                                                          | Universidad de Wake Forest               | Delantero      |        |
| 12  | Tim Ward          | MetroStars (desde D.C. United vía MetroStars vía FC Dallas)                  | Universidad de San Luis                  | Defensa        |        |

## Segunda Ronda
|  | Miembro de Generación Adidas |

| N.º | Jugador            | Equipo de la MLS                                                              | Universidad/Proyecto/Club                | Posición       | Imagen |
| --- | ------------------ | ----------------------------------------------------------------------------- | ---------------------------------------- | -------------- | ------ |
| 13  | Jamie Kyle Watson  | Real Salt Lake                                                                | Universidad de Carolina del Norte        | Delantero      |        |
| 14  | Christian Jiménez  | Chivas USA                                                                    | Universidad del Sur de Florida           | Centrocampista |        |
| 15  | Michael Enfield    | Los Angeles Galaxy (desde Chicago Fire vía FC Dallas vía Kansas City Wizards) | Universidad de California en Los Ángeles | Centrocampista |        |
| 16  | Ryan Pore          | Kansas City Wizards (desde FC Dallas vía Colorado Rapids)                     | Universidad de Tulsa                     | Delantero      |        |
| 17  | Kevin Goldthwaite  | San Jose Earthquakes                                                          | Universidad de Notre Dame                | Defensa        |        |
| 18  | Will John          | Chicago Fire (desde MetroStars)                                               | Universidad de San Luis                  | Centrocampista |        |
| 19  | Nick Van Sicklen   | D.C. United (desde Colorado Rapids)                                           | Universidad de Wisconsin-Madison         | Centrocampista |        |
| 20  | Marcus Storey      | Columbus Crew (desde Columbus Crew vía Colorado Rapids)                       | Universidad de Carolina del Norte        | Centrocampista |        |
| 21  | James Riley        | New England Revolution                                                        | Universidad de Wake Forest               | Defensa        |        |
| 22  | Jay Nolly          | Real Salt Lake (desde Los Angeles Galaxy)                                     | Universidad de Indiana Bloomington       | Portero        |        |
| 23  | Domenic Mediate    | Columbus Crew (desde Kansas City Wizards)                                     | Universidad de Maryland                  | Centrocampista |        |
| 24  | Christopher Sawyer | Kansas City Wizards (desde D.C. United)                                       | Universidad de Notre Dame                | Portero        |        |

## Tercera Ronda
|  | Miembro de Generación Adidas |

| N.º | Jugador          | Equipo de la MLS                                                                                  | Universidad/Proyecto/Club                  | Posición       | Imagen |
| --- | ---------------- | ------------------------------------------------------------------------------------------------- | ------------------------------------------ | -------------- | ------ |
| 25  | Chris Corcoran   | MetroStars (desde Real Salt Lake vía Chicago Fire vía D.C. United)                                | Universidad de San Juan                    | Centrocampista |        |
| 26  | Aaron Lopez      | Chivas USA                                                                                        | Universidad de California en Los Ángeles   | Defensa        |        |
| 27  | Winston Marshall | FC Dallas (desde Chicago Fire)                                                                    | Universidad Estatal Wright                 | Defensa        |        |
| 28  | Chris Gomez      | FC Dallas                                                                                         | Universidad Brown                          | Portero        |        |
| 29  | Chris Rolfe      | Chicago Fire (desde San Jose Earthquakes vía FC Dallas)                                           | Universidad de Dayton                      | Delantero      |        |
| 30  | Victor Arbeláez  | San Jose Earthquakes (desde MetroStars)                                                           | Universidad de Nevada, Las Vegas           | Centrocampista |        |
| 31  | Orlando Ramirez  | San Jose Earthquakes (desde Colorado Rapids)                                                      | Universidad de Fresno Pacific              | Delantero      |        |
| 32  | CJ Klaas         | San Jose Earthquakes (desde Columbus Crew)                                                        | Universidad de Washington                  | Defensa        |        |
| 33  | Tony Lochhead    | New England Revolution (desde New England Revolution vía Kansas City Wizards vía Colorado Rapids) | Universidad de California en Santa Bárbara | Defensa        |        |
| 34  | Quavas Kirk      | Los Angeles Galaxy                                                                                | Generación Adidas                          | Delantero      |        |
| 35  | Gonzalo Segares  | Chicago Fire                                                                                      | Universidad de la Mancomunidad de Virginia | Defensa        |        |
| 36  | Thabiso Khumalo  | Chicago Fire (desde D.C. United vía Kansas City Wizards vía Colorado Rapids)                      | Universidad de la Costa de Carolina        | Centrocampista |        |

## Cuarta Ronda
|  | Miembro de Generación Adidas |

| N.º | Jugador               | Equipo de la MLS                                                      | Universidad/Proyecto/Club           | Posición       | Imagen |
| --- | --------------------- | --------------------------------------------------------------------- | ----------------------------------- | -------------- | ------ |
| 37  | Luke Kreamalmeyer     | Real Salt Lake                                                        | Universidad de Bradley              | Centrocampista |        |
| 38  | Esteban Arias         | Chivas USA                                                            | Universidad de Connecticut          | Defensa        |        |
| 39  | Karim Deitz           | Chicago Fire                                                          | Birmingham–Southern College         | Delantero      |        |
| 40  | Julian Nash           | FC Dallas                                                             | Universidad Creighton               | Delantero      |        |
| 41  | Antouman Jallow       | San Jose Earthquakes (desde San Jose Earthquakes vía Colorado Rapids) | Universidad de Wisconsin-Milwaukee  | Delantero      |        |
| 42  | James Twellman        | San Jose Earthquakes (desde MetroStars)                               | Universidad Stanford                | Defensa        |        |
| 43  | Guy Melamed           | Colorado Rapids                                                       | Boston College                      | Defensa        |        |
| 44  | Knox Cameron          | Columbus Crew                                                         | Universidad de Míchigan             | Delantero      |        |
| 45  | Amir Lowery           | Colorado Rapids (desde New England Revolution)                        | Universidad de Wake Forest          | Centrocampista |        |
| 46  | Mubarike Chisoni      | Los Angeles Galaxy                                                    | Universidad de la Costa de Carolina | Centrocampista |        |
| 47  | John Minagawa-Webster | Kansas City Wizards                                                   | Universidad Estatal de Míchigan     | Centrocampista |        |
| 48  | Tim Merritt           | D.C. United (desde D.C. United vía San Jose Earthquakes)              | Universidad de Carolina del Norte   | Defensa        |        |

## Selecciones por Posición
| Ronda   | Portero | Defensa | Mediocampista | Delantero | Totales |
| ------- | ------- | ------- | ------------- | --------- | ------- |
| Primera | 1       | 7       | 2             | 2         | 12      |
| Segunda | 2       | 2       | 6             | 2         | 12      |
| Tercera | 1       | 5       | 3             | 3         | 12      |
| Cuarta  | 0       | 4       | 4             | 4         | 12      |
| Totales | 4       | 18      | 15            | 11        | 48      |